# Ahau

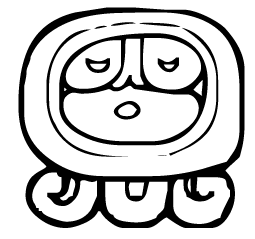
logogram voor de 20e dag van de tzolkin-kalender

Ahau (ajaw in moderne spelling) betekent in het Yucateeks Maya "koning" of "grote heer"; ahaulil is "heerschappij". In de meeste Maya-talen heeft het woord dezelfde betekenis.
Achtergeplaatst als titel werd ahau gebruikt voor een lid van de hoogste stand van de Mayaanse vorstendommen.
In de waarzegkalender (tzolkin) is het de naam van de 20e dag, die ook Hunahpu geheten wordt, naar een van de tweelinghelden uit de Popol Vuh. Deze dag is verbonden met de doden en met afdaling in de onderwereld.
In de Lange telling is Ahau de einddag van de grote twintigtallige perioden, met name de katuns.
De Korte telling kende een cyclus van 13 Ahau-katuns, die men zich als 13 koningen en 13 rijken voorstelde. Hiëroglyfisch wordt de dagnaam meestal weergegeven door een frontaal, abstract gezicht. 